# Нічний світ (фільм)
Нічний світ — болгарський психологічний трилер жахів режисера Патрісіо Вальядареса з Робертом Інглундом і Джейсоном Лондоном у головних ролях. Це перший повнометражний фільм, створений Open Frames, дочірньою компанією Global Group.

## Сюжет
Колишній офіцер поліції Лос-Анджелеса Бретт Ірлам був змушений убити підлітка в порядку самозахисту, виїжджає на пенсію до Болгарії. Її самогубство занурює його в депресію, що непокоїть його друга Алекса, який пропонує йому влаштуватися на роботу охоронцем у Софії. Бретт погоджується, але нічні кошмари про смерть Анни не дають йому жити далі. Робота знаходиться в історичній будівлі, яку добре знають місцеві жителі. Її менеджер Мартін розкриває кілька деталей перед тим, як найняти Брета. Робота передбачає лише один важливий обов'язок: перегляд записів камер відеоспостереження на зачиненому складі. Мартін пояснює, що ніхто ніколи не повідомляв про активність, але Бретт повинен негайно звернутися по допомогу, якщо щось помітить.
Спочатку робота проходить спокійно. Хоча час від часу він чує дивні звуки, Брета більше турбують нічні кошмари, які йому іноді важко відрізнити від реальності. Бретт знайомиться з працівницею місцевого кафе Зарою, яка дивується, що будівля потребує охорони. Одного разу Бретт помічає на відеозаписі тінь і дзвонить за вказаним йому номером. До будівлі приходить сліпий чоловік Джейкоб, який пояснює, що колись теж працював там сторожем. Джейкоб просить Брета детально описати інцидент, а потім обіцяє сам попередити Мартіна. Коли Мартін приїжджає наступного дня, він переконується, що ситуація під контролем, і відмовляється від пропозиції Брета дослідити склад.
Бретт і Зара зближуються. Він запрошує її подивитися будинок, коли вона висловлює зацікавленість. У його житлі вони займаються сексом. Наступного дня Бретт бачить на камері відеоспостереження те, що він вважає слідами ніг. Він знову телефонує Джейкобу, який виявляє неабияку зацікавленість. Коли Мартін і його помічник приїжджають, вони неохоче погоджуються дослідити склад особисто. Бретт розчаровується, коли вони нічого не знаходять, хоча Джейкоб попереджає Бретта ніколи не заходити на склад наодинці. Після тривожних кошмарів Бретт телефонує Зарі. Під час сексу у Брета з'являються галюцинації, що Зара — це його мертва дружина, і це його дуже турбує.
Пізніше до будівлі приходить Зара і каже, що Бретт відштовхнув її на кілька днів. Бретт заперечує це, але перш ніж вона встигає пояснити, до нього приходить Джейкоб і розповідає історію будівлі. Первісний архітектор будівлі, а нині її єдиний мешканець, був обраний для захисту одного з семи воріт до Нічного світу, місця, де мешкають мертві. Хоча цей охоронець продовжив своє життя за допомогою алхімії, він помирає. Джейкоб вірить, що після смерті охоронця бар'єри, встановлені на місці, можуть ослабнути настільки, що могутні сутності зможуть проникнути в наш світ. Джейкоб вимагає, щоб Бретт пішов з ним на склад і спробував закрити ворота, поки ще не пізно, але Бретт не вірить йому.
Алекс приїжджає до будівлі, стурбована тим, що Бретт не виходить на зв'язок вже п'ять днів. Джейкоб каже, що в Нічному світі немає поняття часу, і це може бути поясненням. Бретт, який все ще не вірить у Нічний світ, намагається додзвонитися до Мартіна. Коли Джейкоб показує Бретту велику кількість слідів на камерах відеоспостереження, Брет, Джейкоб, Алекс і Зара разом входять до складу. Коли охоронець помирає, натовп ревенантів вбиває Алекса. Джейкоб намагається вивести групу назад, але Бретт відокремлюється. Він натрапляє на Ану і, хоч і розгублений, приводить її до дверей складу, де знаходить Зару і Джейкоба. Джейкоба вбивають, перш ніж він встигає відчинити двері, а Зара отримує поранення, намагаючись дістати ключ.
Після втечі зі складу Ана вимагає, щоб вони знову відчинили двері. Зара каже Брету, що це не його дружина, і Ана нападає на неї. Щоб врятувати Зару, Бретт вбиває Анну. Коли Бретт і Зара тікають з будівлі, на них нападають ревенанти, які втекли зі складу. Як тільки вони залишають будівлю, Зара помирає від отриманих ран. Поки Бретт оплакує її смерть, вона повстає з мертвих і намагається вбити його. Брета несподівано рятує Прітчард, власник будівлі. Дізнавшись, що Бретт — єдиний, хто вижив, Прітчард запевняє його, що про все подбає. Коли Бретт залишає будівлю, він бачить привидів Джейкоба, Зари, Ани та інших людей, які застрягли в будівлі.

## Акторський склад
- Джейсон Лондон — Бретт
- Роберт Інглунд у ролі Джейкоба
- Джанні Капальді в ролі Мартіна
- Лоріна Камбурова в ролі Зари
- Діана Любенова в ролі Ани
- Атанас Сребрєв — Алекс

## Виробництво
Режисер Патрісіо Вальядарес, який працював з продюсером Лорісом Курчі над кількома іншими міжнародними фільмами, долучився до проекту ще до його фінансування, коли Курчі попросив його зробити постер. Курсі запропонував зняти фільм у стилі старого італійського фільму жахів; Вальядарес описав фільм, що вийшов, як «суміш „Зловісного“ (2012) і „Дев'ятої брами“ (1999)». Раніше Інглунд також кілька разів працював з Курсі, в тому числі над великим проектом, який розвалився. Курсі та Інглунд залишалися на зв'язку, і Курсі приніс Енглунду «Світ ночі». Хоча Лондон і Інглунд мали одного агента, вони ніколи раніше не працювали разом, що ще більше зацікавило Інглунда в цьому проєкті. Знімальна група фільму складалася переважно з болгарів, а режисер був чилійцем. Інглунд володіє базовою іспанською, але для перекладу з англійської на іспанську покладався на італійця Курчі.

## Відгуки
Ноель Мюррей з Los Angeles Times написав, що хоча фільм має «багатий, тіньовий вигляд», він здебільшого є «нарощуванням без віддачі».